# Liste der Gouverneure von Hawaii

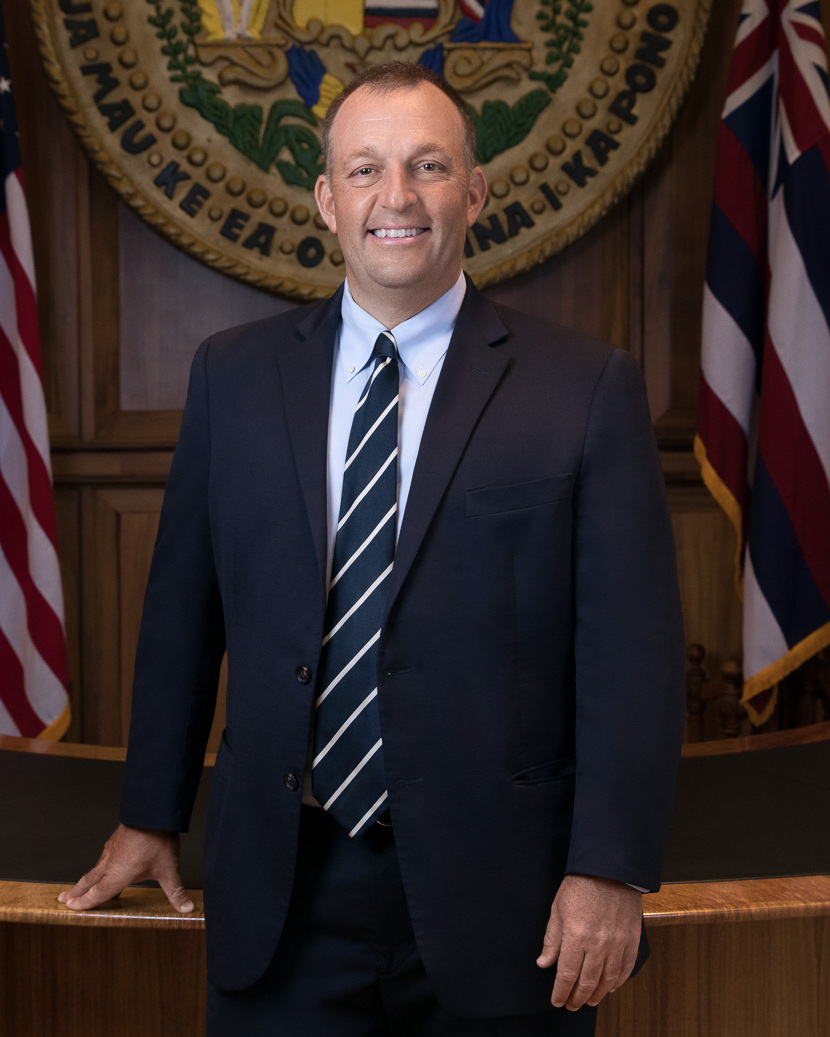
Josh Green, der gegenwärtige Gouverneur von Hawaii

Gouverneursflagge

Diese Liste führt alle Gouverneure des US-Bundesstaates Hawaii und des zuvor bestehenden Hawaii-Territoriums auf.

## Hawaii-Territorium
| Name                     | Amtszeit  | Partei       |
| ------------------------ | --------- | ------------ |
| Sanford Ballard Dole     | 1900–1903 | Republikaner |
| George Robert Carter     | 1903–1907 | Republikaner |
| Walter Francis Frear     | 1907–1913 | Republikaner |
| Lucius Eugene Pinkham    | 1913–1918 | Demokrat     |
| Charles James McCarthy   | 1918–1921 | Demokrat     |
| Wallace Rider Farrington | 1921–1929 | Republikaner |
| Lawrence McCully Judd    | 1929–1934 | Republikaner |
| Joseph Boyd Poindexter   | 1934–1942 | Demokrat     |
| Ingram Macklin Stainback | 1942–1951 | Demokrat     |
| Oren Ethelbirt Long      | 1951–1953 | Demokrat     |
| Samuel Wilder King       | 1953–1957 | Republikaner |
| William Francis Quinn    | 1957–1959 | Republikaner |

## Bundesstaat Hawaii
| Name                     | Amtszeit  | Partei       |
| ------------------------ | --------- | ------------ |
| William Francis Quinn    | 1959–1962 | Republikaner |
| John Anthony Burns       | 1962–1974 | Demokrat     |
| George Ryoichi Ariyoshi  | 1974–1986 | Demokrat     |
| John David Waiheʻe       | 1986–1994 | Demokrat     |
| Benjamin Jerome Cayetano | 1994–2002 | Demokrat     |
| Linda Lingle             | 2002–2010 | Republikaner |
| Neil Abercrombie         | 2010–2014 | Demokrat     |
| David Ige                | 2014–2022 | Demokrat     |
| Josh Green               | 2022–     | Demokrat     |